# Les Enfants du paradis
Les Enfants du paradis es una película francesa estrenada el 9 de marzo de 1945, dirigida por Marcel Carné sobre diálogos y escenarios del poeta Jacques Prévert. En ocasión del centenario del nacimiento del cine, la crítica francesa en 1995 la nombró «la mejor película jamás filmada».

## La película
Clásico del cine francés, se filmó por espacio de 18 meses en plena ocupación alemana, contando con la participación de un elenco de primer nivel en el que se incluye su cuarteto protagónico: Arletty (que se consagró en el papel de Garance), María Casares (Nathalie), Pierre Brasseur (como el actor Frédérick Lemaître) y Jean Louis Barrault (como el Pierrot Jean-Gaspard Deburau). De hecho, fue Barrault quien sugirió a Carné y Prévert la historia de Jean-Gaspard Deburau, que había sido el más grande mimo francés del siglo XIX.
Descrita por su director como «tributo al teatro», mezclando hábil y poéticamente personajes reales con el mundo de las tablas, el binomio Carné-Prévert aspira a revelar la condición humana. La película ha sido vista como un arriesgado acto de sabotaje en contra de la ocupación. En la película, la plebe refugia sus esperanzas en el teatro ocupando las gradas menos costosas del «paraíso» (o «gallinero»); ellos son «los niños (o criaturas) del paraíso» y los actores actúan para ellos, tratando de ganar su aprobación.
La acción transcurre en 1828 en el Boulevard du Crime («Bulevar del Crimen», apodo por aquel entonces del Boulevard du Temple de París, por la cantidad de crímenes que se llevaban a cabo en las obras teatrales de los muchos teatros de aquella gran calle) y está inspirada por personajes reales: allí suceden los amores contrariados de Garance y el mimo Jean-Gaspard Deburau, amado por Nathalie, mientras que a Garance la aman el bandido Lacenaire, el actor Frederick y el conde de Montrey.
Les Enfants du paradis se estrenó en 1946 en los Estados Unidos y Jacques Prévert obtuvo una nominación al Premio Óscar al mejor guion original. El avance original de la película en los Estados Unidos la describía como equivalente a Lo que el viento se llevó (1939), una opinión compartida por el crítico David Shipman. Aquel mismo año, la película obtuvo una mención especial en el Festival de Venecia.
Su duración original es de 3 horas y 25 minutos, dividida en dos partes o épocas: Le Boulevard du crime y L'Homme blanc.
Fue filmada en blanco y negro en los estudios Pathé y La Victorine en Niza entre 1943 y 1944.
La música es de Joseph Kosma, Maurice Thierte y Georges Mouque y fue dirigida por Charles Munch.
Esta película de culto inspiró al ballet homónimo de José Martínez estrenado en octubre de 2008 en el Palais Garnier de París.
En el Centro Pompidou de París, una de las salas de teatro se llama Salle Garance en homenaje al personaje interpretado por Arletty, quien tituló uno de sus libros biográficos Yo soy como soy en tributo a una famosa frase del film.

## Génesis de la película
Marcel Carné tiene 37 años cuando empieza a rodar Les enfants du paradis, y tiene ya en su haber seis películas, cinco de las cuales son consideradas como clásicos. La última, Les Visiteurs du soir (1942), fue uno de los mayores éxitos del cine francés durante la Segunda Guerra Mundial.
Jean-Louis Barrault, al que Carné había dirigido en dos películas, le habló de un célebre mimo francés del siglo XIX, Jean-Gaspard Deburau, que había renovado el arte de la pantomima en el Théâtre des Funambules (Teatro de los Funámbulos), una de las salas más conocidas del Bulevar del Templo de París. Deburau encabezó los titulares de las páginas de suceso cuando mató a un borracho que le molestaba y  todo París acudió a su juicio para poder oírle hablar. De ahí nació la idea de una película que pusiera al mismo nivel el teatro hablado y el mimo, y en la que se representaría a Frédérick Lemaître, un famoso actor contemporáneo de Deburau. Jacques Prévert, al que se iba a encargar el guion, se mostraba reticente porque no le gustaba la pantomima, pero terminó por aceptar cuando se le ofreció la oportunidad de poner en escena a otro personaje histórico de aquella época que le fascinaba, Pierre François Lacenaire, apodado el «dandy del crimen».